# 엘비 무어

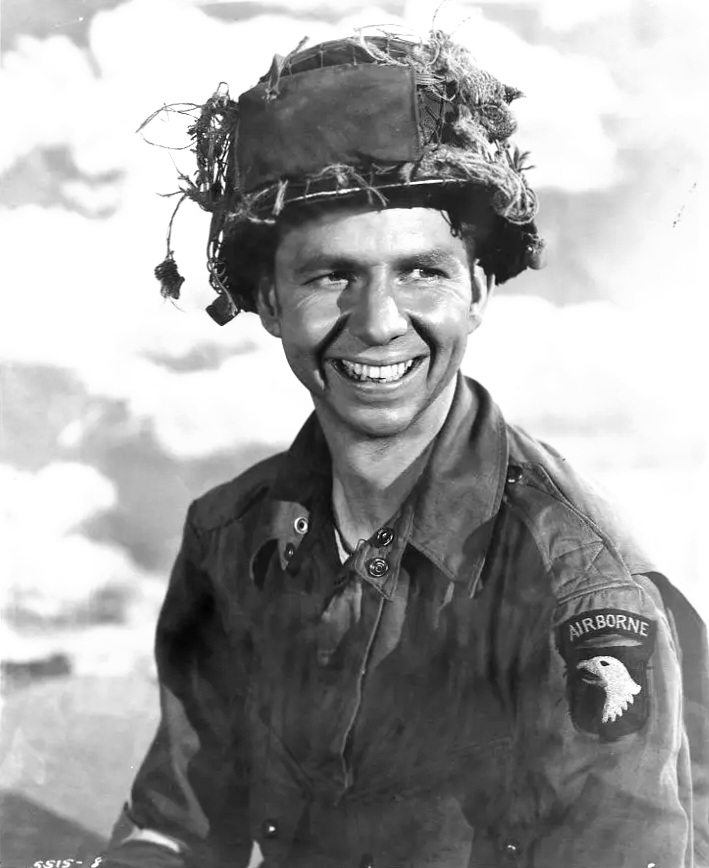

앨비 무어(Alvy Moore, 1921년 12월 5일 ~ 1997년 5월 4일)는 미국의 배우, 영화 제작자이다.
팜데저트에서 사망하였다. 포리스트 론 메모리얼 파크에 매장되었다.

## 출연 작품
- 하우스 3 (1989년)
- 인트루더 (1988년)
- 위험한 불장난 (1984년)
- 더 스페셜리스트 (1975년)
- 소년과 개 (1975년) - 닥터 무어 역
- 뉴욕의 일요일 (1963년)
- 무브 오버, 달링 (1963년)
- 트위스트 어라운드 더 클락 (1961년)
- 퍼펙트 퍼로 (1959년)
- 디자이닝 우먼 (1957년)
- 애너폴리스 스토리 (1955년)
- 디즈니랜드 (1954년) - 할 둘리 역
- 라이오트 인 셀 블락 11 (1954년)
- 수잔은 여기 자고 있다 (1954년)
- 쇼처럼 즐거운 인생은 없다 (1954년)
- 배틀 서커스 (1953년)
- 어페어 오브 도비 길리스 (1953년)
- 차이나 벤처 (1953년)
- 데스티네이션 고비 (1953년)
- 와일드 원 (1953년)
- 우주 전쟁 (1953년)
- 신사는 금발을 좋아한다 (1953년)
- 스커트 어호이 (1952년)
- 용감한 페이건 (1952년)

### 텔레비전
- 미키 마우스 클럽 (1955년)
- 불타는 서부 - 78년 시리즈 (1978년)
- 우리 생애 나날들 (1965년)